# Basique
Basique – singel francuskiego rapera Orelsana, wydany 21 września 2017 roku przez 7th Magnitude, 3ème Bureau i Wagram Music. Singel pochodzi z albumu Orelsana La fête est finie.

## Lista utworów
- Digital download (21 września 2017)[1]

1. „Basique” – 2:44

## Teledysk
Teledysk do utworu zrealizowany przez duet Greg & Lio został opublikowany 20 września 2017 roku. 11 października została opublikowana wersja z napisami w języku angielskim.

## Wydanie
Singel został wydany 21 września 2017 roku przez 7th Magnitude, 3ème Bureau i Wagram Music. Utwór „La pluie” został umieszczony na albumie Orelsana La fête est finie wydanym 20 listopada 2017 roku.

## Pozycje na listach i certyfikaty
| Państwo          | Lista (2017–2018)   | Najwyższa pozycja |
| ---------------- | ------------------- | ----------------- |
| Francja          | Top 200 Singles     | 9                 |
| Belgia (Walonia) | Ultratop 50 Singles | 10                |
| Szwajcaria       | Singles Top 100     | 69                |

| Państwo | Certyfikat | Streaming  |
| ------- | ---------- | ---------- |
| Francja | Diament    | 35 000 000 |